# Cartel de Juárez
O Cartel de Juárez (espanhol: Cartel de Juárez), também conhecido como Organização Fuentes Vicente Carrillo, é um cartel de drogas mexicano com sede em Ciudad Juárez, Chihuahua, através da fronteira Estados Unidos-México, de El Paso, Texas.
O cartel é uma das várias organizações de tráfico de drogas que têm sido conhecidas por decapitar seus rivais, mutilar seus corpos e despejá-los em lugares públicos para instilar o medo (da mesma forma que o grupo terrorista DAESH faz no Oriente Médio) não só para o público em geral, mas também para as autoridades locais e os seus rivais, o Cartel de Sinaloa. O Cartel de Juárez possui um braço armado conhecido como La Línea, uma gangue da rua Juarez, que geralmente realiza as execuções. Também utiliza a gangue Barrio Azteca para atacar seus inimigos. 
O Cartel de Juárez foi um protagonista dominante no centro do país, controlando uma grande porcentagem do tráfico de cocaína do México para os Estados Unidos. A morte de Amado Carrillo Fuentes, em 1997, no entanto, foi o início do declínio do Cartel de Juárez, já que Carrillo contava com vínculos com o oficial de interceptação de drogas do alto escalão do México, o general de divisão José de Jesús Gutiérrez Rebollo.
Em setembro de 2011, a Polícia Federal do México informou que o cartel é atualmente conhecido como "Nuevo Cartel de Juárez" (Novo Cartel de Juárez). Alega-se que o 'Novo Cartel de Juárez' seja responsável por execuções recentes em Ciudad de Juárez e Chihuahua. 